# Jura (geologi)
| Jura 201 – 145 miljoner år före nutid | Jura 201 – 145 miljoner år före nutid | Jura 201 – 145 miljoner år före nutid | Jura 201 – 145 miljoner år före nutid |
| Period (System)                       | Epok (Serie)                          | Ålder (Etage)                         | Miljoner år sedan                     |
| ------------------------------------- | ------------------------------------- | ------------------------------------- | ------------------------------------- |
| Krita                                 | Äldre krita                           | Berrias                               | senare                                |
| Jura                                  | Yngre jura                            | Tithon                                | 152–145                               |
| Jura                                  | Yngre jura                            | Kimmeridge                            | 157–152                               |
| Jura                                  | Yngre jura                            | Oxford                                | 164–157                               |
| Jura                                  | Mellersta jura                        | Callov                                | 166–164                               |
| Jura                                  | Mellersta jura                        | Bathon                                | 168–166                               |
| Jura                                  | Mellersta jura                        | Bajoc                                 | 170–168                               |
| Jura                                  | Mellersta jura                        | Aalen                                 | 174–170                               |
| Jura                                  | Äldre jura                            | Toarc                                 | 183–174                               |
| Jura                                  | Äldre jura                            | Pliensbach                            | 191–183                               |
| Jura                                  | Äldre jura                            | Sinemur                               | 199–191                               |
| Jura                                  | Äldre jura                            | Hettang                               | 201–199                               |
| Trias                                 | Yngre trias                           | Rät                                   | tidigare                              |

Jura var en geologisk period i den mesozoiska eran, för cirka 201–145 miljoner år sedan.

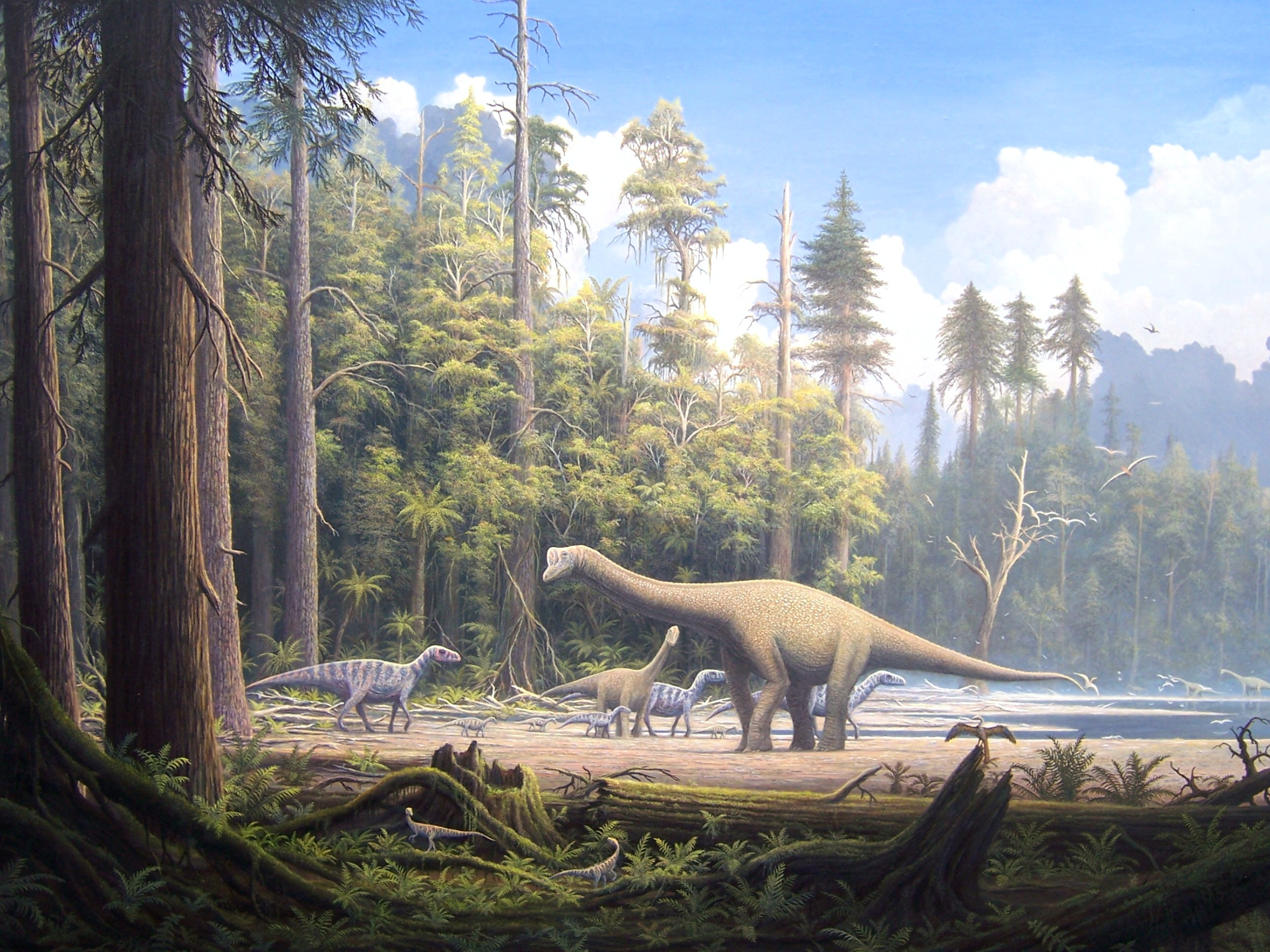
Illustration av hur det skulle kunna ha sett ut under jura i vad som skulle komma att bli Tyskland. Den visar en vuxen och en unge tillhörande Europasaurus holgeri. Där finns även iguanodon. Det finns två Compsognathus i förgrunden och en Archaeopteryx till höger.

| Fanerozoikum                 | Fanerozoikum       | Fanerozoikum | Fanerozoikum      |
| Eon                          | Era                | Period       | Miljoner år sedan |
| ---------------------------- | ------------------ | ------------ | ----------------- |
| Fanero- zoikum               | Kenozoikum         | Kvartär      | 2,6–0,0           |
| Fanero- zoikum               | Kenozoikum         | Neogen       | 23–2,6            |
| Fanero- zoikum               | Kenozoikum         | Paleogen     | 66–23             |
| Fanero- zoikum               | Mesozoikum         | Krita        | 145–66            |
| Fanero- zoikum               | Mesozoikum         | Jura         | 201–145           |
| Fanero- zoikum               | Mesozoikum         | Trias        | 252–201           |
| Fanero- zoikum               | Paleozoikum        | Perm         | 299–252           |
| Fanero- zoikum               | Paleozoikum        | Karbon       | 359–299           |
| Fanero- zoikum               | Paleozoikum        | Devon        | 419–359           |
| Fanero- zoikum               | Paleozoikum        | Silur        | 444–419           |
| Fanero- zoikum               | Paleozoikum        | Ordovicium   | 485–444           |
| Fanero- zoikum               | Paleozoikum        | Kambrium     | 541–485           |
| Protero- zoikum              | Neoprotero- zoikum | Ediacara     | tidigare          |
| Se även Geologisk tidsskala. |                    |              |                   |

## Indelning
Jura indelas normalt i tre epoker eller serier:
- Yngre jura eller Övre jura, regionalt i Europa Malm eller Vitjura
- Mellersta jura, regionalt i Europa Dogger eller Brunjura
- Äldre jura eller Undre jura, regionalt i Europa Lias eller Svartjura.

I svensk geologi sammanförs ibland äldre jura med den yngsta etagen inom trias till den kontinuerliga lagerserien Rät-Lias.

## Begreppets historia
Alexander von Humboldt namngav år 1795 en lagerföljd i Jurabergen till jura och namnet förankrades genom William Smiths geologiska kartor över England och Wales, där han jämställde dessa bergarter med jurakalkstenen. Juras omfattning och utbredning och indelning i Jurabergen utreddes av Leopold von Buch 1837.

## Lämningar från juratiden
Bland lager som blivit kända för sina fossiler märks Solnhofen i Tyskland och Holzmaden i Baden-Württemberg, båda kända för sina maritima djur. Flygödlor och Archaeopteryx har främst påträffats i litografisk kalksten. Känd för sina dinosauriefynd är bland annat Morrisonformationen i västra USA.
I Sverige finns bergarter från denna tid bevarade i Skåne. Vulkanen Jällabjär vid Röstånga härrör från jura.

## Paleogeografi
Superkontinenten Pangea började spricka upp i mindre delar. Dessa delar var grunden till dagens kartbild. Bergskedjan Anderna började ta form under jura genom den Andinska orogenesen.

## Klimat
Klimatet var under jura varmt och fuktigt vilket gynnade många djur och växter. Öknarnas utbredning minskade och jorden blev grönare. Nedisningar tros inte ha förekommit.

## Biologiskt liv
I haven var djurlivet rikt med bland annat arter som revbyggande koraller, armfotingar och grävande irreguljära sjöborrar som var ekologiskt viktiga. Blötdjuren var en stor och mångformig grupp. Av dem hade ammoniterna så när som på en enda djurgrupp dött ut under en ekologisk kris vid övergången mellan trias och jura, men från denna utvecklades under jura en mängd nya arter. Här finns viktiga ledfossil för att datera juras lagerföljder. Belemniterna var vanliga i Europa.
Bland de encelliga organismerna uppträdde de första coccolitoforiderna och dinoflagellaterna. Radiolarerna ökade i antal och foraminiferer blev vanliga. Bland de ryggradslösa flercelliga djuren förekom många arter av kalk- och kiselsvampar.
På land ändrade sig floran långsamt och dominerades av nakenfröiga växter och ormbunkar. Bland de nakenfröiga växterna märktes barrträd och de nu utdöda fröormbunkarna. I Skåne har i Höörsandstenen påträffat växtlager från äldre jura, som bland annat innehåller fräkenväxten Schizoneura, ormbunkarna Dictophyllum Clathropteris och Marathiopsis, kottepalmen Nilssonias, bennetiten Pterophyllum och fröormbunken Sagenopteris. I Fyledalens glassand finns rester av ginkoväxterna Bairea och Ginkgoites.
Bland ryggradsdjuren var broskfiskar och skaldjursätande havsmusfiskar relativt vanliga; hajfiskar var sällsynta. Äldre grupper som kvastfeniga fiskar, lungfiskar och ordningen Palaeonisciformes bland de strålbensformiga fiskarna krympte. I stället utvecklades benganoiderna bland de strålbensformiga fiskarna. Enstaka arter bland benfiskarna förekom, men de var ännu sällsynta. Mycket få groddjur är kända, men kräldjuren frodades.
Plesiosaurier och fisködlor frodades. Bland sköldpaddorna uppkom den största nutida gruppen gömhalssköldpaddorna. Ödlor av modern typ uppträdde under yngre jura. De däggdjurslika reptilierna var sällsynta redan i början av jura och dog ut under perioden. De ersattes av de tidiga däggdjuren, som levde ett undanskymt liv som nattaktiva smådjur.
Landlivet dominerades av dinosaurierna, även kallade skräcködlorna. Dessa hade uppstått under trias och nu nått en rik artvariation. Äldre jura domineras av äldre typer som archosaurierna. Under mellersta och yngre jura nådde dinosaurierna sina största storlekar. Sauropoden Brachiosaurus, rovdinosaurien Megalosaurus och Allosaurus hör till de verkliga jättarna. De fågelhöftade dinosaurierna var dock fortfarande mer sparsamt representerade, främst av Hadrosaurider och Stegosaurus.
I luften härskade insekter och flygödlor. Flygödlorna fick mot slutet av jura en nedgång, möjligen i konkurrens med de första fåglarna. Archaeopteryx från yngre jura är en av de tidiga fåglarna.
Syrehalten var enligt borrkärnor cirka 35 procent mot nuvarande 21 procent. Möjligtvis bidrog den högre syrehalten under perioden till att arterna hade större kroppsstorlek.